# Patrick Bamford
Patrick James Bamford (* 5. September 1993 in Grantham) ist ein englischer Fußballspieler irischer Abstammung. Der Stürmer steht seit 2018 bei Leeds United unter Vertrag und war irischer und englischer Nachwuchsnationalspieler.

## Persönliches
Bamford stammt aus einer wohlhabenden Familie, sein Vater ist Architekt. Bamford nahm zugunsten seiner Fußballerkarriere die Chance auf ein Studium an der Harvard University im US-amerikanischen Cambridge nicht wahr; aufgrund seiner Vorliebe für klassische Musik und Fremdsprachen wurde er ferner lange Zeit als „Intellektueller“, „zu weich“ und „nicht fokussiert“ beschrieben. Sean Dyche, Bamfords Trainer beim FC Burnley, bezeichnete seinen Spieler einmal als den „Jungen mit dem silbernen Löffel im Mund“.

## Karriere

### Nottingham Forest
Bamford wurde in den Jugendmannschaften seines Heimatvereins Nottingham Forest ausgebildet und machte durch seine guten Leistungen in der Premier Academy League 2011/12 auf sich aufmerksam. Am 31. Dezember 2011 debütierte er im Spiel der zweiten englischen Liga gegen Cardiff City für die erste Herrenmannschaft Nottinghams. Bamford wurde in der 80. Minute für Matt Derbyshire eingewechselt und verlor mit dem Team mit 0:1. Bereits zwei Tage später wurde er beim 3:1-Auswärtserfolg über Ipswich Town von Trainer Steve Cotterill zum zweiten Mal eingewechselt.

### Leihstationen als Spieler des FC Chelsea
Am 31. Januar 2012 gab der FC Chelsea die Verpflichtung Bamfords bekannt. Dieser kam aber nur für die U23 in der Premier League 2 zum Einsatz, in 17 Spielen gelangen ihm 18 direkte Torbeteiligungen. In der Folge wurde der Stürmer Teil der vereinseigenen „Loan Army“, einer stets beträchtlichen Gruppe von Leihspielern des Vereins, die teilweise über Jahre hinweg bei Chelsea unter Vertrag stehen, jedoch wiederholt verliehen werden. Im November 2012 ging es für Bamford auf Leihbasis zum Drittligisten Milton Keynes Dons, bei dem ihm zunächst hinter Ryan Lowe und Izale McLeod nur ein Platz auf der Bank blieb. Ab dem 37. Spieltag stand er dann in jedem Spiel auf dem Feld und schoss vier Tore. Im Anschluss an die Saison wurde das Leihgeschäft für die Spielzeit 2013/14 verlängert. In der Hinrunde profilierte sich der junge Angreifer als einer der Toptorjäger der Liga und erzielte als Stammstürmer vierzehn Treffer, ehe sich der FC Chelsea im Januar 2014 dazu entschied, seinen Nachwuchsspieler an den Zweitligisten Derby County weiterzuverleihen.
In Derby spielte Bamford am häufigsten mit Jamie Ward und Chris Martin zusammen, jedoch nun auf beiden offensiven Flügeln. Mit acht Toren und drei Assists hatte er einen Anteil am Erreichen der Aufstiegsplayoffs, in deren Endspiel man aber an den Queens Park Rangers scheiterte. Bamford verblieb in der Folgesaison in der zweiten Liga, wo er für den FC Middlesbrough im Sturmzentrum sowie auf den Außenbahnen auflief und mit 17 Toren dessen bester Angreifer war. Bis Januar 2017 erhielt Bamford nun seitens des FC Chelsea die Chance, sich endlich in der Premier League beweisen zu können, allerdings erneut auf Leihbasis, bei Crystal Palace, Norwich City und beim FC Burnley.

### FC Middlesbrough
Auf keiner der drei Leihstationen konnte sich der Spieler nachhaltig für einen Stammplatz empfehlen, weshalb er im Januar 2021 nach Middlesbrough zurückkehrte, welches ihn mit einem Vierjahresvertrag ausstattete. Der Klub, nach einem Jahr in der Premier League wieder Zweitligist, setzte regelmäßig auf seinen Neuzugang im Angriffszentrum, Bamford erzielte unter anderem drei Tore gegen Leeds United und hatte einen entscheidenden Anteil an der Qualifikation für die Aufstiegsrunde. Die New York Times mutmaßte, spätestens zu diesem Zeitpunkt hätte sich der Spieler von seinem „Traum, für Chelsea zu spielen“, verabschiedet gehabt und die Championship als „seine Liga“ akzeptiert. Die Zeitung lobte darüber hinaus Bamfords Spielintelligenz und Arbeitseifer.

### Leeds United
Bereits nach einem Jahr wechselte Bamford innerhalb der Liga zum Konkurrenten Leeds, der nach dem Abgang von Pierre-Michel Lasogga einen Sturmpartner für den Jamaikaner Kemar Roofe benötigte. Der Klub, der den Aufstieg anpeilte, musste allerdings zwischen August 2018 und Februar 2019 auf Bamford verzichten, nachdem sich dieser einen Kreuzbandriss zuzog. Nach seiner Rückkehr blühte der Spieler unter dem Trainer Marcelo Bielsa regelrecht auf. Anders als andere Trainer setzte dieser auf „mitspielende Stürmer“, die weit mehr zu tun hatten, als nur Tore zu erzielen. Bamford musste schnell lernen, dass er als erster Verteidiger im Gegenpressing fungieren musste, Räume für seine Mitspieler zu schaffen und die gegnerische Defensive zu destabilisieren hatte. Bamford äußerte sich über seinen Coach wie folgt: „Für Marcelo sind die wichtigsten Fragen: Bist du ein guter Mensch, hast du eine gute Einstellung, bist du demütig, bist du bereit, hart zu arbeiten und zu lernen? Alles andere, was in deinem Leben passiert oder schon mal geschehen ist, ist völlig unbedeutend, solange du bereit bist, alles zu geben.“
In seiner ersten vollen Saison für Leeds verpasste Bamford als Stammmittelstürmer lediglich zwei von 47 Pflichtpartien, erzielte 16 Treffer und bereitete vier weitere vor. „Wir kehren zurück, und Bamford fährt den Bus!“ sangen mehrere Fans im Frühjahr 2020, nachdem das Team mit zehn Zählern Vorsprung auf West Bromwich Albion den Meistertitel errungen und den Premiere-League-Aufstieg geschafft hatte. Auch in der höchsten englischen Spielklasse lief es nun zu Gunsten Bamfords. In der Hinrunde traf er gegen den amtierenden Meister FC Liverpool oder allein dreimal beim 3:0 über Aston Villa, konnte mittlerweile auch mit gefühlvollen Weitschüssen auf sich aufmerksam machen und war hinter Harry Kane, Jamie Vardy und Dominic Calvert-Lewin der viertbeste englische Ligatorschütze.

### Nationalmannschaft
Aufgrund seiner irischen Großeltern spielte Bamford zuerst für Irland, ehe er zum englischen Verband wechselte. Am 19. November 2013 debütierte der Angreifer in der englischen U21-Nationalmannschaft bei einem 9:0-Heimsieg über San Marino. Im August 2021 wurde er von Gareth Southgate erstmals in die englische A-Nationalmannschaft berufen und gab am 5. September bei einem 4:0-Erfolg über Andorra in der Qualifikation zur WM 2022 sein Länderspieldebüt.